# Peperomia hintonii
Peperomia hintonii är en pepparväxtart som beskrevs av Truman George Yuncker. Peperomia hintonii ingår i släktet peperomior, och familjen pepparväxter. Inga underarter finns listade i Catalogue of Life.